# Чау-чау
Чау-чау (англ. chow-chow; кит. упр. 松狮犬, палл. сунши-цюань, буквально: «собака — лохматый лев», также кит. упр. 唐犬, палл. тан-цюань, буквально: «собака династии Тан») — сторожевая собака, компаньон, одна из древнейших пород собак.
По своему происхождению чау-чау относятся к группе шпицев, но существует предположение, что в них имеется примесь крови тибетского дога (мастифа).

## История названия
Порода в различные периоды своего существования называлась по-разному: тибетский мастиф, татарская собака, собака варваров, но почти столетие она именуется чау-чау. Существует множество различных версий происхождения названия «чау-чау»: от названия места на корабле для перевозки грузов — «chow-chow» — до сленговой формы «съедобный» — «chow» (от кит. 雜 — ‘смешанный’). Но реальными представляются лишь две из них. По одной, чау-чау получила имя от древней собаки «чу»[прояснить], по другой — это название породе дали английские купцы, которые торговали восточными пряностями и называли всех живущих в Англии китайцев chow и chink (кит. Н или 晉).

## История породы

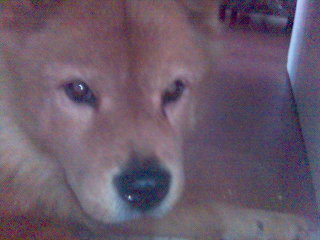
«Древняя» чау

Чау-чау считается одной из древнейших пород собак, и проведённый анализ ДНК подтверждает это. Исследование показывает, что она является одной из первых примитивных пород, эволюционировавших от волка, как считается, в засушливых степях северного Китая и Монголии. На китайском барельефе 150 года до н. э. изображена охота на льва с собакой, внешне схожей с чау-чау. Позднее чау-чау стали использоваться как собаки для охоты, оленеводства, охраны и даже в качестве ездовых собак.
Чау-чау известна в Китае уже более 2 тыс. лет.
Чистокровная линия чау-чау поддерживалась в буддийских монастырях, где занимались разведением породы и вели особые журналы, по своей сути — родословные книги чау-чау. Освежение кровей осуществляли путём обмена производителями между монастырями.
Первое описание чау-чау привёз в Европу итальянский путешественник Марко Поло, проживший долгое время в Тибете. Из-за закрытости китайского государства от внешнего мира в следующий раз известия о чау-чау пришли в Европу лишь в 1785 г. из книги о природоведении Гильберта Уайта.
Первые чау-чау появились в Англии в 1830-x годах. Тогда на них обратили внимание английские заводчики собак, которые и занялись улучшением этой породы. Гордый и царственный чау-чау, которого мы видим сегодня, — это скорее продукт британской селекции, нежели древние китайские чау.
В настоящее время порода является скорее декоративной, хотя и со своей древней «работой» может легко справиться.
Согласно исследованиям, проведённым учёными из Университета Британской Колумбии под руководством Стенли Корена, чау-чау имеют самую низкую степень восприятия к обучению и самый низкий уровень освоения/выполнения команд (77 место из 80 пород).

## Характер
Чау-чау содержатся чаще всего как домашние любимцы. В числе знаменитых владельцев чау-чау Зигмунд Фрейд, Дон Блут, Уолт Дисней, Элвис Пресли, Кларк Гейбл, Лиль Даговер, Марта Стюарт.
Его острое чувство собственности на дом, в сочетании с иногда слишком серьёзным подходом к чужим, может быть неприятным сюрпризом для тех, кто незнаком с породой. Тем не менее, проявление робости и агрессии не характерны для хорошо воспитанного чау-чау. Он очень верен своей семье и тесно связан со своим хозяином. Чау, как правило, показывает свою любовь только тем, с кем имеет тесную связь, поэтому новые посетители дома не должны физически настаивать на внимании чау, поскольку он будет незамедлительно принят за чужого в той же манере, как и члены его собственной стаи.
Неопытные владельцы собак должны остерегаться столкновения чау-чау с теми, кого они воспримут как чужих. Такая дурная слава породы привела к тому, что многие страховки домовладельцев не распространяются на чау-чау. Кобели и суки обычно живут совместно с меньшим напряжением, чем породы других собак, но это не гарантирует мирного сожительства собак обоих полов в домашних условиях.
Чау-чау — не особо активная порода. Квартирная жизнь, если они получают достаточно возможностей для ежедневной физической активности, устраивает их. Чау-чау может казаться независимым и отчуждённым весь день, сохраняя комфортную дистанцию от других, но оставаясь в пределах слышимости, или предпочитать наблюдать за новыми гостями у входа. Владельцам нужно быть готовым к оживлённым ежедневным прогулкам с чау-чау, даже если у них есть огороженный двор, для удовлетворения потребностей собаки в умственном и физическом развитии. Хотя чау-чау являются слабо энергичными собаками в течение почти всего дня, он будет жаждать времени выгула для исследований и игры, чтобы оставаться довольным и счастливым. Многие чау выделяются в положительных укрепляющих методах тренировки, например «Clicker Training», где чау-чау решают естественные проблемы и не получают бесконечно повторяющиеся задачи. Чау-чау нередко проявляют упрямство при обучении, не желая регулярно выполнять одно и то же упражнение.

## Стандарт

### Общая информация

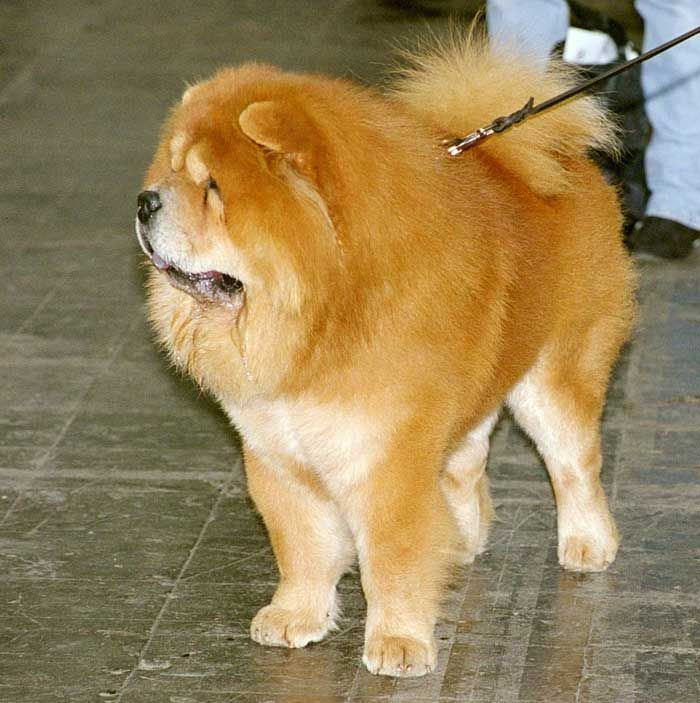
Красный чау-чау

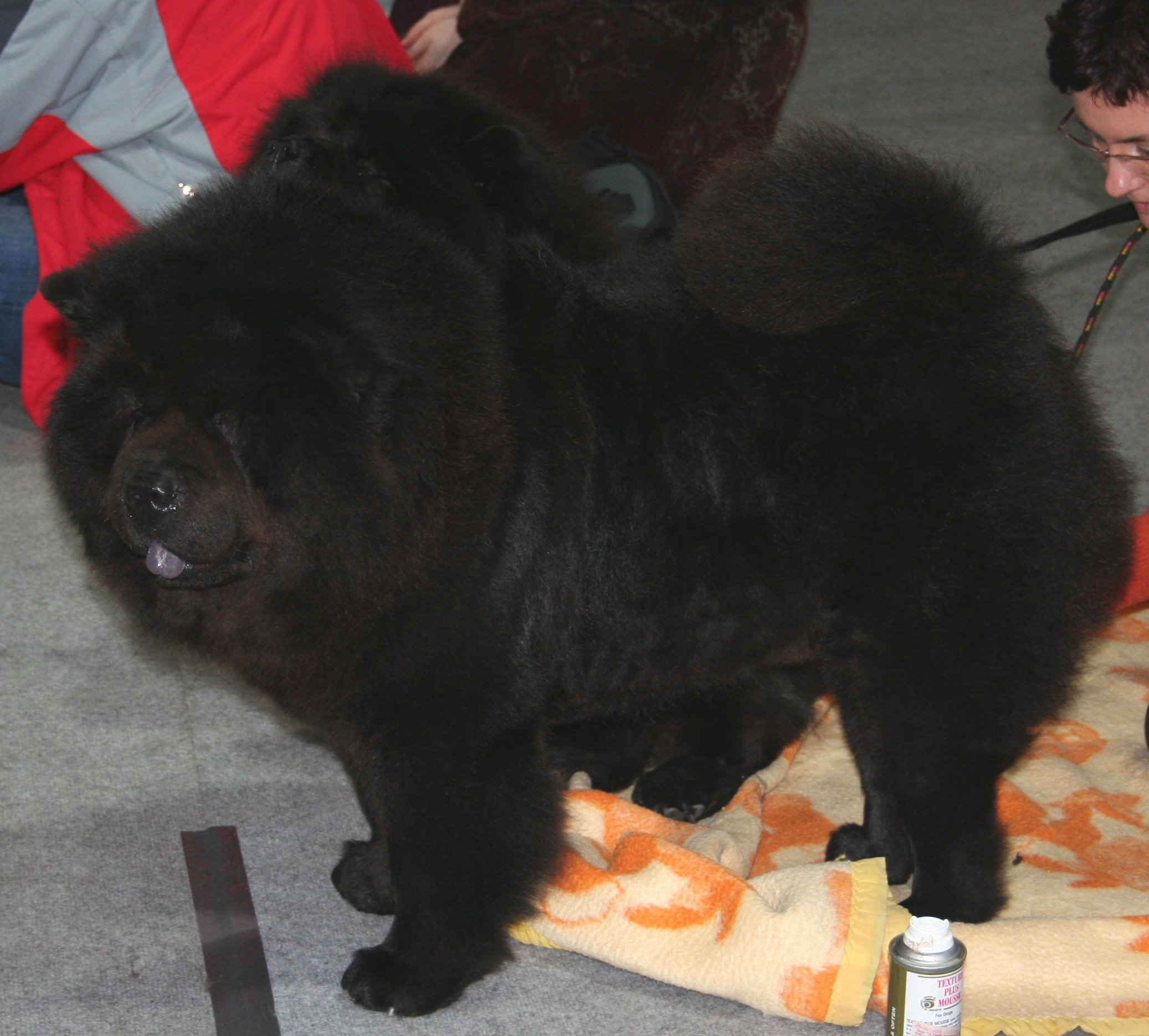
Чёрный чау-чау

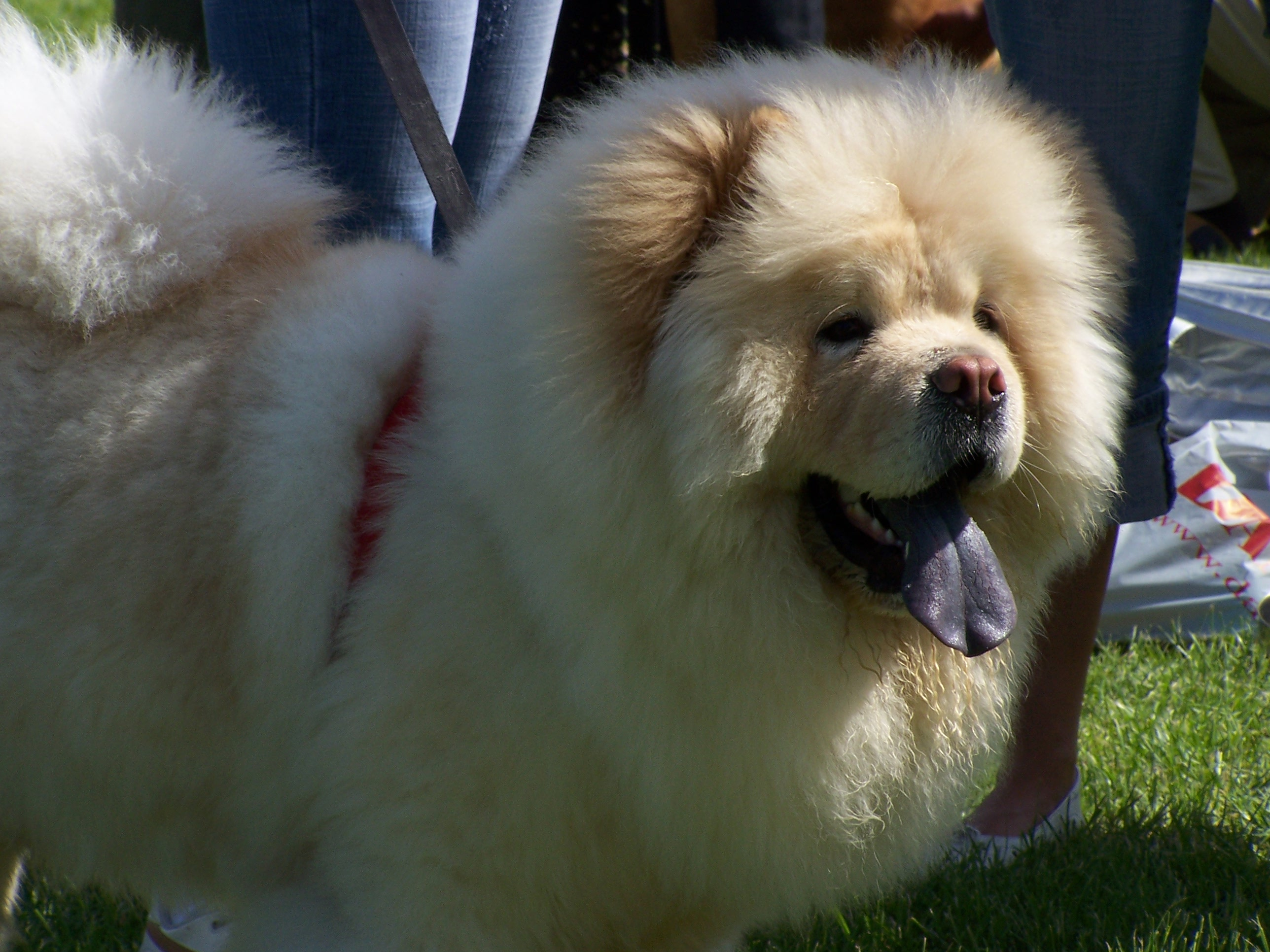
Кремовый чау-чау

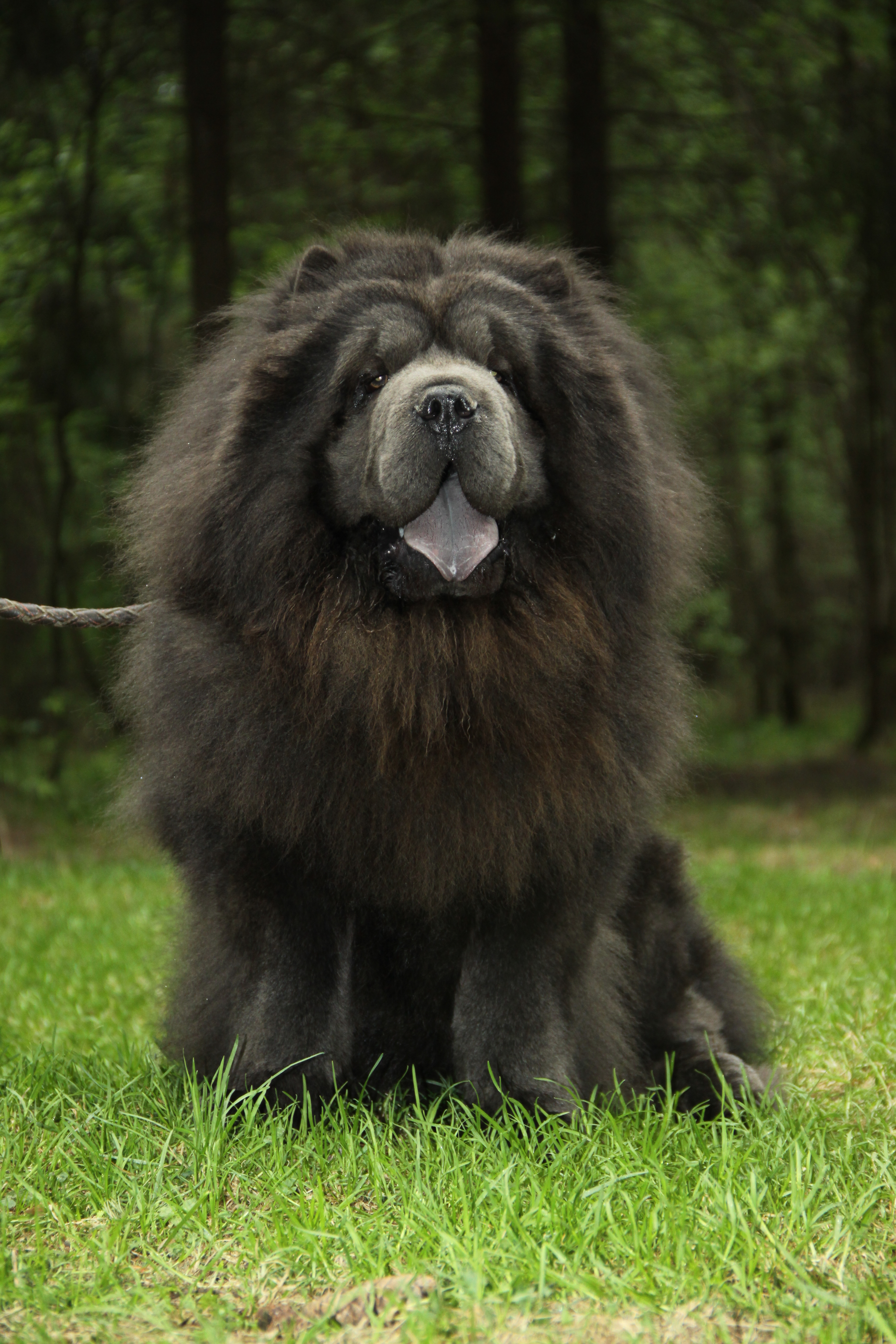
Голубой чау-чау

Стандарт № 205 от 09 июня 1999 года.
Дата публикации ранее действующего стандарта: 24.06.1987 г.
Происхождение: Китай.
Попечительство: Великобритания.
Применение: сторожевая собака, компаньон.
Классификация FCI: группа 5. Шпицы и примитивные породы. Секция 5. Азиатские шпицы и родственные породы. Без рабочих испытаний.
Общий вид: компактный, крепкий, хорошо сбалансированный, величавый, львиноподобный; уникален в своей ходульной походке; хвост плотно лежит на спине, язык иссиня-чёрный.
Поведение / темперамент: спокойная собака, хороший сторож. Независимый и верный, надменный, гордый, с чувством собственного достоинства, активный.

### Голова

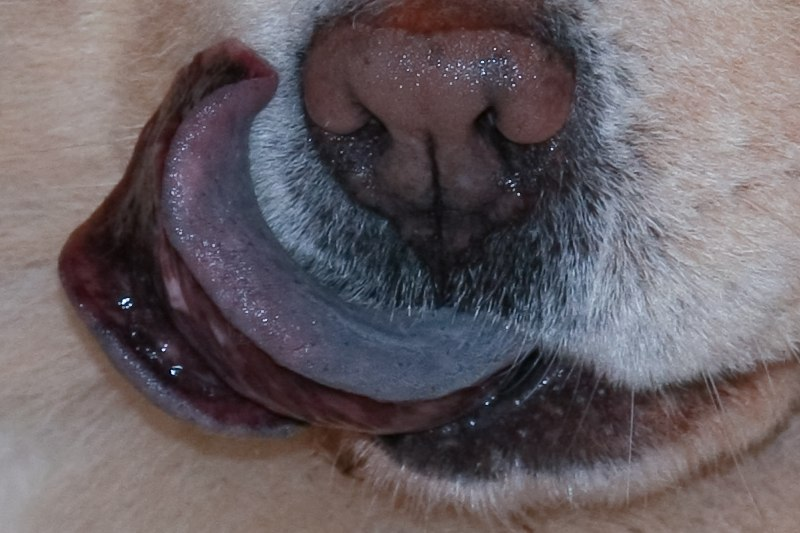
Синевато-чёрный язык чау-чау

Черепная часть: череп: плоский, широкий; хорошо заполнен под глазами. Переход ото лба к морде: не резко выражен.
Лицевая часть: мочка носа: крупная и широкая, во всех случаях чёрная (за исключением кремовых и почти белых собак, у которых допустима светлоокрашенная мочка носа, а у голубых и цимтовых собак — под цвет окраса).
Морда: средней длины, широкая от основания до конца (не заострённая как у лисы).
Губы: губы и нёбо иссиня-чёрные, дёсны предпочтительно чёрные. Язык синевато-чёрный.
Челюсти / зубы: зубы здоровые и ровные, челюсти сильные, с совершенным, правильным и полностью ножницеобразным прикусом, т. е. верхние зубы плотно перекрывают нижние зубы и растут под прямым углом к челюстям.
Глаза: тёмные, овальной формы, среднего размера и чистые. Глаза в цвет окраса допустимы у голубых и цимтовых собак. Чистые глаза, свободные от энтропии, лишь из-за размера никогда не наказываются.
Уши: маленькие, толстые, слегка закруглённые на концах; широко и жёстко поставленные, наклонены вперёд к глазам и слегка сведены друг к другу, что придаёт своеобразное, типичное для этой породы хмурое выражение. Хмурый вид не должен достигаться за счёт свободной морщинистой кожи головы.
Шея: мощная, объёмная, не короткая, крепко посажена на плечах и слегка изогнута.

### Корпус
Спина: короткая, прямая и крепкая.
Поясница: мощная.
Грудь: широкая и глубокая. Рёбра хорошо выражены, но не бочкообразные.
Хвост: посажен высоко, плотно лежит на спине.

### Конечности
Передние ноги: совершенно прямые, средней длины, с мощным костяком. Плечи мускулистые и наклонные.
Задние ноги: мускулистые. Скакательные суставы направлены прямо вниз, с минимальными углами, что, по существу, и производит характерную ходульную походку. Никогда не прогибающиеся вперёд. Плюсны от скакательных суставов направлены отвесно вниз, прямые.
Лапы: небольшие, округлые, кошачьи, с хорошей опорой на пальцы.
Походка / движения: короткий шаг и ходульная походка. Передние и задние ноги двигаются параллельно друг другу и прямо вперёд.

### Шерсть, окрас, и подшёрсток

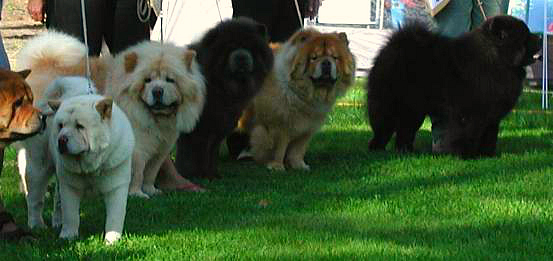
Различные окрасы чау-чау

Тип шерсти: как длинно-, так и короткошёрстный.
Длинношёрстная разновидность: богатая, обильная, густая, прямая и отстоящая. Остевой волос довольно грубой структуры, с мягким пушистым подшёрстком. Особенно обильная шерсть образует вокруг шеи гриву или воротник и хорошо выраженные очёсы на задней стороне бёдер.
Короткошёрстная разновидность: шерсть короткая, обильная, плотная, прямая, вертикально стоящая, не прилегающая, плюшевой структуры. Любое искусственное укорочение шерсти, которое изменяет естественные очертания или облик, должно наказываться.
Окрас: чистых цветов — чёрный, красный, голубой, цимт, рыжий, кремовый или белый, часто с оттенками, но не в пятнах (нижняя часть хвоста и задняя сторона бёдер часто окрашены светлее).

### Рост
Высота в холке: Кобели: 48—56 см в плечах. Суки: 46—51 см в плечах.